# País de Mai Més
El país de Mai Més (del terme anglès  Neverland) és una illa imaginària citada a la novel·la fantàstica de J. M. Barrie, Peter Pan.
Aquest lloc és habitat pels nens perduts liderats per l'heroi infantil, Peter Pan. La població d'aquest país agrupa també temibles pirates com el Capità Garfi i salvatges indis. Altres tipus d'éssers com la fada, Campaneta i el Cocodril que es va menjar la mà del Capità Garfi habiten aquest lloc on tot sempre és diversió i els infants mai no creixen. D'acord amb la llegenda, si algú vol arribar a aquest lloc haurà girar a la segona estrella a la dreta, volant fins a la matinada.
En el doblatge en català de la pel·lícula Hook (Steven Spielberg, 1991), Neverland rep el nom de País dels Somnis.